# Hvězdárna v Banské Bystrici
Hvězdárna v Banské Bystrici je „specializované kulturně-vzdělávací zařízení, jehož cílem je šířit a propagovat astronomii a příbuzné přírodní a technické vědy mezi širokou veřejností, s důrazem na děti a mládež.“ V roce 2005 se stala organizační součástí Krajské hvězdárny a planetária Maxmiliána Hella v Žiaru nad Hronom. Svou činnost vyvíjí na pozorovatelně Vartovka, ale i jinde.

## Observatoř a činnost
Horní kupole pozorovatelny obsahuje hlavní teleskop Celestron 1400 XLT na CGE montáži, dolní dalekohled Coudé s refraktorem 150/2250. V rámci odborné činnosti jsou realizována pozorování Slunce, zákrytů nebeských těles, zatmění Měsíce a Slunce, pozorování meteorů a meziplanetární hmoty, pozorování nevšedních astronomických a meteorologických úkazů a astrofotografie. Pracovníci hvězdárny se také účastní mezinárodních expedic.

## Historie
První meteorologická a astronomická pozorování se v Banské Bystrici uskutečnila v roce 1855, kdy byla fyzikem a astrofyzikem Karlem Zengerem založena meteorologická stanice. První astronomický kroužek byl založen v roce 1946 při Gymnáziu Andreje Sládkoviče.
V letech 1952 až 1972 fungoval při národním podniku Smrečina ve městě druhý astronomický kroužek. Třetí kroužek byl založen v roce 1972 v budově Vyšší pedagogické školy. Jeho cílem byl vznik Lidové hvězdárny. V roce 1956 místní propagátor vědy a pedagog František Longauer, tajemník kroužku, navrhl použití chátrající strážní věže k výstavbě hvězdárny. Strážní věž byla vybudována v roce 1584 na kopci nad Banskou Bystricí. Měla plnit obrannou funkci při vpádech Osmanské říše. Přestavba začala v roce 1958. 1. ledna 1961 oficiálně vznikla Lidová hvězdárna v Banské Bystrici, její pozorovatelna byla oficiálně otevřena 2. května toho roku. Dvě pracovnice postupně připravily provoz pozorovatelny. Prvních 10 let své existence měla sice krajskou působnost, ale byla řízena Okresním národním výborem. V roce 1971 přešla pod Krajský národní výbor Středoslovenského kraje. Během následujících let přibylo návštěvníků a přibyly také nové prostory: přednášková místnost, audiovizuální učebna, knihovna a další zázemí. V roce 1991 byla hvězdárna organizačně přesunuta pod Ministerstvo kultury. V roce 1995 byla zahájena výstavba druhé kupole. V roce 1996 se hvězdárna stala znovu krajskou, patřila pod Krajský úřad Banská Bystrica, spolu se svými složkami Hvězdárna v Rimavské Sobotě a Hvězdárna a planetárium M. Hella v Žiaru nad Hronom. V roce 2002 hvězdárnu převzal Banskobystrický samosprávný kraj a v roce 2005 se spolu s rimavskosobotskou hvězdárnou stala součástí Krajské hvězdárny a planetária Maxmiliána Hella v Žiaru nad Hronom.